# 山形県立上山高等養護学校
山形県立上山高等養護学校（やまがたけんりつ かみのやまこうとうようごがっこう）は、山形県上山市宮脇にある公立特別支援学校。知的障害者を教育対象とする。

## 学科
- 普通科

## 委員会活動
- 広報委員会
- 図書委員会
- 生活委員会
- 放送委員会
- 保体委員会
- 給食委員会

## 部活動
- 文化部
- 卓球部
- ソフトボール部
- バスケットボール部
- バドミントン部
- サッカー・陸上部

## 主な卒業生
- 東海林大
  - 2019年に世界パラ水泳選手権大会の200m個人メドレーで世界新記録を樹立して優勝し、東京パラリンピックの水泳競技に出場した[1][2]。